# Philip Bell
Philip Bell (19 juin 1590 - 3 mars 1678) fut gouverneur des Bermudes de 1626 à 1629, de l'île Providence de 1629 à 1636, et de la Barbade de 1640 à 1650 pendant la révolution anglaise.     
Au cours de ses mandats à Providence et en Barbade, ces deux colonies ont mis fin à l'emploi de travailleurs  anglais sous contrat qui furent remplacés par des esclaves importés d'Afrique de l'Ouest.  